# International GT Open 2011
Sezon 2011 w International GT Open – szósta edycja serii wyścigowej International GT Open. Sezon rozpoczął się 30 kwietnia na torze Autodromo Enzo e Dino Ferrari, a zakończył się 30 października na torze Circuit de Barcelona-Catalunya, po rozegraniu 16 rund.

## Kalendarz wyścigów
| Runda | Runda | Tor                                | Data            | Zwycięzca (Super GT)                    | Zwycięzca (GTS)                      |
| ----- | ----- | ---------------------------------- | --------------- | --------------------------------------- | ------------------------------------ |
| 1     | W1    | Autodromo Enzo e Dino Ferrari      | 30 kwietnia     | Vittoria Competizioni                   | AutOrlando Sport                     |
| 1     | W1    | Autodromo Enzo e Dino Ferrari      | 30 kwietnia     | Marco Frezza Juan Manuel López          | Fabio Babini Gianluca Roda           |
| 1     | W2    | Autodromo Enzo e Dino Ferrari      | 1 maja          | AutOrlando Sport                        | Kessel Racing                        |
| 1     | W2    | Autodromo Enzo e Dino Ferrari      | 1 maja          | Álvaro Barba Andrea Ceccato             | Lorenzo Bontempelli Stefano Gattuso  |
| 2     | W1    | Circuit de Nevers Magny-Cours      | 14 maja         | Scuderia Villorba Corse                 | Kessel Racing                        |
| 2     | W1    | Circuit de Nevers Magny-Cours      | 14 maja         | Andrea Montermini Emanuele Moncini      | Lorenzo Bontempelli Stefano Gattuso  |
| 2     | W2    | Circuit de Nevers Magny-Cours      | 15 maja         | Vittoria Competizioni                   | AutOrlando Sport                     |
| 2     | W2    | Circuit de Nevers Magny-Cours      | 15 maja         | Marco Frezza Juan Manuel López          | Fabio Babini Gianluca Roda           |
| 3     | W1    | Circuit de Spa-Francorchamps       | 25 czerwca      | Scuderia Villorba Corse                 | Kessel Racing                        |
| 3     | W1    | Circuit de Spa-Francorchamps       | 25 czerwca      | Andrea Montermini Emanuele Moncini      | Lorenzo Bontempelli Stefano Gattuso  |
| 3     | W2    | Circuit de Spa-Francorchamps       | 26 czerwca      | Vittoria Competizioni                   | Villois Racing                       |
| 3     | W2    | Circuit de Spa-Francorchamps       | 26 czerwca      | Marco Frezza Juan Manuel López          | Massimiliano Wiser Gabriele Lancieri |
| 4     | W1    | Brands Hatch                       | 23 lipca        | JMB Racing                              | AF Corse                             |
| 4     | W1    | Brands Hatch                       | 23 lipca        | Soheil Ayari Nicolas Marroc             | Daniel Brown Glynn Geddie            |
| 4     | W2    | Brands Hatch                       | 24 lipca        | JMB Racing                              | Kessel Racing                        |
| 4     | W2    | Brands Hatch                       | 24 lipca        | Soheil Ayari Nicolas Marroc             | Lorenzo Bontempelli Stefano Gattuso  |
| 5     | W1    | Red Bull Ring                      | 27 sierpnia     | AutOrlando Sport                        | AF Corse                             |
| 5     | W1    | Red Bull Ring                      | 27 sierpnia     | Álvaro Barba Andrea Ceccato             | Stefano Bizzarri Andrea Rizzoli      |
| 5     | W2    | Red Bull Ring                      | 28 sierpnia     | Kessel Racing                           | Kessel Racing                        |
| 5     | W2    | Red Bull Ring                      | 28 sierpnia     | Philipp Peter Michał Broniszewski       | Lorenzo Bontempelli Stefano Gattuso  |
| 6     | W1    | Autódromo Internacional do Algarve | 17 września     | Racing Team Edil-Cris                   | AutOrlando Sport                     |
| 6     | W1    | Autódromo Internacional do Algarve | 17 września     | Raffaele Giammaria Miguel Ramos         | Fabio Babini Gianluca Roda           |
| 6     | W2    | Autódromo Internacional do Algarve | 18 września     | JMB Racing                              | AF Corse                             |
| 6     | W2    | Autódromo Internacional do Algarve | 18 września     | Soheil Ayari Joël Camathias             | Stefano Bizzarri Andrea Rizzoli      |
| 7     | W1    | Autodromo Nazionale Monza          | 1 października  | Kessel Racing                           | AutOrlando Sport                     |
| 7     | W1    | Autodromo Nazionale Monza          | 1 października  | Philipp Peter Michał Broniszewski       | Paolo Ruberti Gianluca Roda          |
| 7     | W2    | Autodromo Nazionale Monza          | 2 października  | Scuderia Villorba Corse                 | AutOrlando Sport                     |
| 7     | W2    | Autodromo Nazionale Monza          | 2 października  | Andrea Montermini Emanuele Moncini      | Paolo Ruberti Gianluca Roda          |
| 8     | W1    | Circuit de Catalunya               | 29 października | JMB Racing                              | AF Corse                             |
| 8     | W1    | Circuit de Catalunya               | 29 października | Soheil Ayari Joël Camathias             | Stefano Bizzarri Andrea Rizzoli      |
| 8     | W2    | Circuit de Catalunya               | 30 października | Vittoria Competizioni                   | Kessel Racing                        |
| 8     | W2    | Circuit de Catalunya               | 30 października | Alessandro Pier Guidi Juan Manuel López | Lorenzo Bontempelli Stefano Gattuso  |

## Klasyfikacja kierowców

### Super GT
| Legenda oznaczeń w tabelach wyników Wyświetl szablon na nowej stronie | Legenda oznaczeń w tabelach wyników Wyświetl szablon na nowej stronie                                                                     |
| Oznaczenie                                                            | Wyjaśnienie |
| --------------------------------------------------------------------- | --- |
| Złoty                                                                 | Zwycięzca lub mistrzostwo |
| Srebrny                                                               | 2. miejsce lub wicemistrzostwo |
| Brązowy                                                               | 3. miejsce lub II wicemistrzostwo |
| Zielony                                                               | Ukończył, punktował (w klasyfikacji generalnej, gdy zdobył co najmniej jeden punkt na przestrzeni sezonu, poza trzema powyższymi opcjami) |
| Niebieski                                                             | Ukończył, nie punktował (w klasyfikacji generalnej, gdy nie zdobył co najmniej jednego punktu na przestrzeni sezonu)                      |
| Czerwony                                                              | Nie zakwalifikował się (NZ) |
| Czerwony                                                              | Nie prekwalifikował się (NPK) |
| Różowy                                                                | Nie ukończył (NU) |
| Różowy                                                                | Niesklasyfikowany (NS) (w klasyfikacji generalnej, gdy nie został sklasyfikowany w żadnym wyścigu sezonu)                                 |
| Czarny                                                                | Zdyskwalifikowany (DK) |
| Czarny                                                                | Wykluczony (WYK/EX) |
| Biały                                                                 | Nie wystartował (NW) |
| Biały                                                                 | Kontuzjowany (K/INJ) |
| Biały                                                                 | Wyścig odwołany (OD/C) |
| Bez koloru                                                            | Został wycofany (WYC/WD) |
| Bez koloru                                                            | Nie przybył (NP/DNA) |
| Bez koloru                                                            | Nie brał udziału w treningach (NT/DNP) |
| Bez koloru                                                            | Nie został zgłoszony (–) |
| Pogrubienie                                                           | Start z pole position |
| Kursywa                                                               | Najszybsze okrążenie wyścigu |
| †                                                                     | Nie ukończył, ale jego rezultat został zaliczony ze względu na przejechanie więcej niż 90% dystansu wyścigu.                              |
| *                                                                     | Sezon w trakcie |
| 1/2/3                                                                 | Punktowana pozycja w sprincie kwalifikacyjnym                                                                                             |
| Lista systemów punktacji Formuły 1                                    | |

| Poz. | Kierowca            | Pkt. |
| ---- | ------------------- | ---- |
| 1    | Soheil Ayari        | 88   |
| 2    | Andrea Montermini   | 79   |
| 2    | Emanuele Moncini    | 79   |
| 4    | Marco Frezza        | 78   |
| 5    | Juan Manuel López   | 74   |
| 6    | Miguel Ramos        | 74   |
| 7    | Raffaele Giammaria  | 62   |
| 8    | Philipp Peter       | 51   |
| 8    | Michał Broniszewski | 51   |
| 10   | Joël Camathias      | 47   |
| 11   | Álvaro Barba        | 47   |
| 11   | Andrea Ceccato      | 47   |
| 13   | Alessandro Garofano | 42   |
| 13   | Luca Rangoni        | 42   |
| 15   | Nicolas Marroc      | 32   |
| Poz. | Kierowca            | Pkt. |

## Klasyfikacja Zespołów

### Super GT
| Poz. | Zespół                  | Pkt. |
| ---- | ----------------------- | ---- |
| 1    | JMB Racing              | 102  |
| 2    | Scuderia Villorba Corse | 79   |
| 3    | Vittoria Competizioni   | 74   |
| 4    | Racing Team Edil-Cris   | 74   |
| 5    | Kessel Racing           | 51   |
| 6    | AutOrlando Sport        | 47   |
| 7    | AF Corse                | 45   |
| 8    | AT Racing Team          | 13   |
| 9    | Luxury Racing           | 11   |
| Poz. | Zespół                  | Pkt. |